# Ladislau de Varna

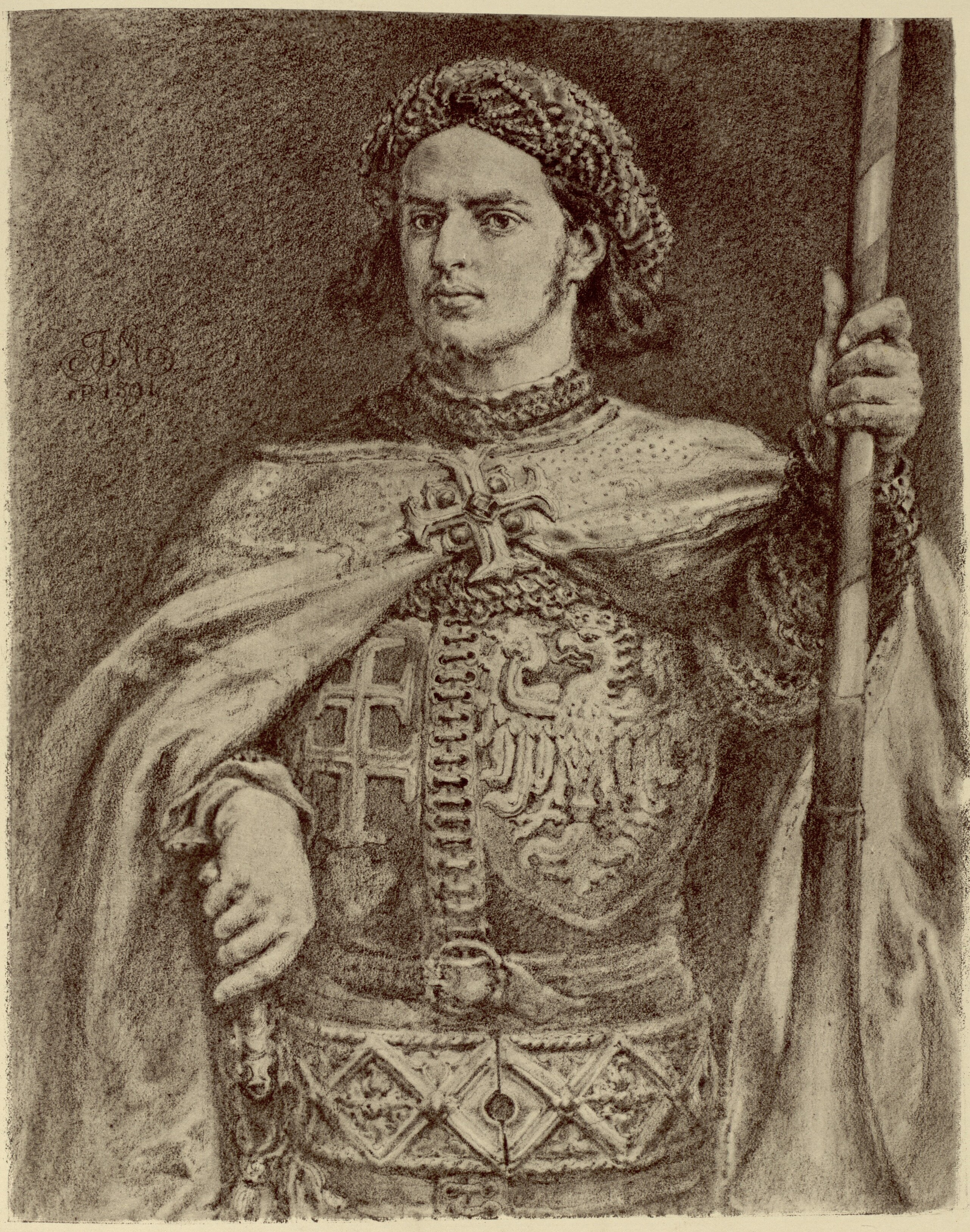
Gravat de Jan Matejko (s. XIX) representant Vladislau

Ladislau de Varna (31 d'octubre de 1424 - 10 de novembre de 1444) va ser rei de Polònia a partir de 1434 (Ladislau III, en polonès: Władysław III), i d'Hongria a partir de 1440 (Vladislau I, en hongarès: I. Ulászló), fins a la seva mort combatent l'Imperi Otomà a la batalla de Varna.

## Biografia
Ladislau va ser el primogènit del rei de Polònia Ladislau II Jagelló i de la seva quarta esposa Sofia de Halshany. Abans de morir el seu pare va intentar assegurar la seva successió fent firmar acords als magnats del regne, ja que després de fet Ladislau II només havia estat el rei consort de la reina Eduvigis i, per tant, Ladislau III no estava emparentant amb la nissaga reial polonesa.
Va heretar el tron als 10 anys, a la mort del seu pare, i des d'aleshores ja va haver de fer front als nobles de la cort que volien acaparar el poder i a aquells que no l'acceptaven com a rei legítim. La mateixa cerimònia de coronació va ser interrompuda per un noble hostil. Tanmateix Ladislau va aconseguir mantenir-se al tron, en part gràcies a les intrigues de la seva mare.

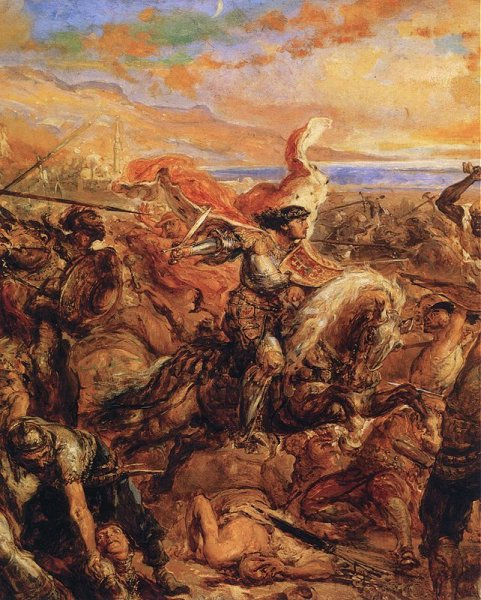
Ladislau a la batalla de Varna (Jan Matejko)

L'any 1440 li va ser oferta la corona d'Hongria, que es trobava sota la creixent amenaça de l'Imperi Otomà. Tenia l'oposició dels partidaris d'Elisabet, la filla de l'anterior rei Albert d'Habsburg, que pretenia conservar la corona pel seu fill que encara no havia nascut. Després de dos anys de guerra civil va aconseguir assegurar el control del regne hongarès.
Amb el suport del Papa, va iniciar una campanya i va conduir els exèrcits polonesos i hongaresos contra els turcs. El 10 de novembre de 1444 Ladislau va morir en la batalla de Varna, mentre liderava una càrrega contra els geníssers que protegien el soldà.
Vladislau no s'havia casat i no deixà descendència, i fou succeït al tron polonès pel seu germà Casimir IV Jagelló. A Hongria, ocupà el tron el seu antic rival l'infant Ladislau el Pòstum.